# 컬리지 로드 트립
《컬리지 로드 트립》(영어: College Road Trip)은 미국에서 제작된 로저 컴블 감독의 2008년 코미디 영화이다. 마틴 로런스, 레이븐시몬, 도니 오즈먼드, 브렌다 송 등이 출연하였고, 앤드루 건 등이 제작에 참여하였다.

## 출연
- 마틴 로런스
- 레이븐시몬
- 도니 오즈먼드
- 브렌다 송
- 윌 새소
- 에샤이아 드레이퍼
- 킴 휘틀리
- 아니샤 워커
- 마고 하슈먼
- 조시 마이어스
- 마이클 랜디스
- 루커스 그레이빌
- 소피 멍크
- 조이 브라이언트
- 애덤 러페브러
- 몰리 이프럼
- 빈센트 패스토어
- 조지프 R. 개너스콜리

## 기타 제작진
- 미술: 벤 버라우드
- 세트: 캐서린 데이비스
- 의상: 프랜신 제이미슨탠척